# 支持哭墙委员会
支持哭墙委员会是1929年7月24日在巴勒斯坦託管地成立的一個組織， 由耶路撒冷希伯來大學现代希伯来文学教授约瑟夫·克劳斯纳成立  ，該組織的目標是促进犹太人前往西墙的权利。這個委員會還創建了一個由修正派犹太复国主义者、宗教猶太复国主義者和年輕人組成的鬆散聯盟。

## 暴力事件
1929年8月15日，這一天是圣殿被毁日，修正派犹太复国主义青年領袖耶利米亞·哈爾班和來自語言保衛營的三百名修正派犹太复国主义青年前往西墙，宣稱「這面牆是我們的」。抗議者們舉起犹太复国主义旗帜，還唱起《希望》。結果這一事件引起周邊的穆斯林不滿，他們認為這些人侮辱了穆罕默德、伊斯蘭教和整個穆斯林社區，穆斯林還聲稱猶太人抗議者殴打了穆斯林居民。
两天后2000名穆斯林发起反示威，一名犹太青年被杀，一名阿拉伯青年被刺伤。 随后暴力事件升级为1929年巴勒斯坦暴動。